# Merionoeda miranda
Merionoeda miranda är en skalbaggsart som beskrevs av Holzschuh 1989. Merionoeda miranda ingår i släktet Merionoeda och familjen långhorningar. Inga underarter finns listade i Catalogue of Life.